# Championnat du Liban de football 2012-2013
Navigation
Saison précédente Saison suivante
La saison 2012-2013 du Championnat du Liban de football est la cinquante-troisième édition du championnat de première division au Liban. Les douze meilleurs clubs du pays sont regroupés au sein d'une poule unique où ils s'affrontent deux fois au cours de la saison, à domicile et à l'extérieur. À l'issue de la compétition, les deux derniers du classement sont relégués et remplacés par les deux meilleures équipes de deuxième division.
C'est le club de Safa Beyrouth, tenant du titre, qui est à nouveau sacré cette saison après avoir terminé en tête du classement final, avec huit points d'avance sur Nejmeh SC et treize sur le Racing Club de Beyrouth. C'est le deuxième titre de champion du Liban de l'histoire du club, qui réussit même le doublé en s'imposant en finale de la Coupe du Liban.

## Les clubs participants
| - Al-Ansar Club - Safa Beyrouth - Nejmeh SC - Shabab Al Sahel - Tripoli SC - Al-Akhaa Al-Ahli Aley | - Salam Sour - Al Tadamon Tyr - Shabab Al-Ghazieh - Promu de D2 - Al Ahed Beyrouth - Racing Club de Beyrouth - Al Ijtima'ih Tripoli - Promu de D2 |

## Compétition

### Classement
Le barème utilisé pour établir le classement est le suivant :
- Victoire : 3 points
- Match nul : 1 point
- Défaite : 0 point

| Rang | Équipe                  | Pts | J  | G  | N | P  | Bp | Bc | Diff |
| ---- | ----------------------- | --- | -- | -- | - | -- | -- | -- | ---- |
| 1    | Safa Beyrouth'T'C       | 53  | 22 | 17 | 2 | 3  | 47 | 20 | +27  |
| 2    | Nejmeh SC               | 45  | 22 | 14 | 3 | 5  | 47 | 22 | +25  |
| 3    | Racing Club de Beyrouth | 40  | 22 | 13 | 1 | 8  | 38 | 32 | +6   |
| 4    | Al-Akhaa Al-Ahli Aley   | 39  | 22 | 11 | 6 | 5  | 33 | 22 | +11  |
| 5    | Al Ahed Beyrouth        | 37  | 22 | 11 | 4 | 7  | 49 | 28 | +21  |
| 6    | Shabab Al Sahel         | 37  | 22 | 11 | 4 | 7  | 38 | 30 | +8   |
| 7    | Al-Ansar Club           | 32  | 22 | 8  | 8 | 6  | 35 | 24 | +11  |
| 8    | Al Tadamon Tyr          | 28  | 22 | 8  | 4 | 10 | 33 | 38 | -5   |
| 9    | Al Ijtima'ih TripoliP   | 26  | 22 | 7  | 5 | 10 | 36 | 41 | -5   |
| 10   | Tripoli SC              | 24  | 22 | 6  | 6 | 10 | 27 | 30 | -3   |
| 11   | Shabab Al-GhaziehP      | 11  | 22 | 3  | 2 | 17 | 44 | 67 | -23  |
| 12   | Salam Sour              | 1   | 22 | 0  | 1 | 21 | 18 | 91 | -73  |

|  | Qualification pour la Coupe de l'AFC 2014                              |
|  | Relégation en deuxième division                                        |
|  | T : Tenant du titre C : Vainqueur de la Coupe du Liban P : Promu de D2 |

## Bilan de la saison
| Championnat du Liban de football 2012-2013                        |                          |
| Champion                                                          | Safa Beyrouth (2e titre) |
| Coupes et trophées                                                |                          |
| Vainqueur de la Coupe du Liban 2012-2013                          | Safa Beyrouth            |
| Qualifications continentales                                      |                          |
| Coupe de l'AFC 2014                                               | Safa Beyrouth            |
| Coupe de l'AFC 2014                                               | Nejmeh SC                |
| Promotions et relégations                                         |                          |
| Promus en Premier League                                          | Salam Zgharta            |
| Promus en Premier League                                          | Al Mabarrah Beyrouth     |
| Relégués en Championnat du Liban de football de deuxième division | Shabab Al-Ghazieh        |
| Relégués en Championnat du Liban de football de deuxième division | Salam Sour               |